# Edge of Sanity
Edge of Sanity (с англ. — «Грань здравомыслия») — шведская дэт-метал-группа, основанная в 1989 году и прекратившая своё существование в 2003 году. Большую часть времени существования коллектива, его лидером был шведский музыкант и продюсер Дан Сванё.

## История
Edge of Sanity была основана в ноябре 1989 года Даном Сванё, Андреасом Акселссоном, Сами Нербергом и Бенни Ларссоном, к которым вскоре присоединился Андерс Линдберг. Группа сделала несколько демозаписей и заключив контракт с лейблом Black Mark Productions, выпустила в 1991 году свой дебютный альбом Nothing But Death Remains.
Вслед за выходом первого альбома, группа сделала демозапись Dead but Dreaming, и в 1992 году записала второй альбом Unorthodox. На песню «When all is Said» был записан видеоклип. В 1993 году вышел третий альбом The Spectral Sorrows, а за ним в 1994 — Purgatory Afterglow, в 1996 — Crimson и в 1997 — Infernal.
Осенью 1997 года Сванё ушёл из группы и его место занял вокалист Роббен Карлссен. В новом составе группа выпустила альбом Cryptic и в 2000 году вышла компиляция «Evolution». Вскоре после выхода альбома группа прекратила своё существование.
В 2003 году Дан Сванё возобновил Edge of Sanity с сессионными музыкантами для записи единственного альбома Crimson II. В новый состав вошли Майк Вид из King Diamond, Рогга Йоханссон из Paganizer, Йонас Гранвик из Without Grief и Симон Йохансон из Memory Garden.

## Участники
- Дан Сванё — вокал, гитара, клавишные (1989—1997, 2003)
- Андреас Акселлсон — гитара (1989—1999)
- Сами Нерберг — гитара (1989—1999)
- Андерс Линдберг — бас-гитара (1989—1999)
- Бенни Ларссон — ударные (1989—1999)
- Роббен Карлссен — вокал (1997—1999)

## Дискография

### Альбомы
- Nothing But Death Remains (1991)
- Unorthodox (1992)
- The Spectral Sorrows (1993)
- Purgatory Afterglow (1994)
- Crimson (1996)
- Infernal (1997)
- Cryptic (1997) [без участия Дана Сванё]
- Crimson II (2003)

### Мини-альбомы
- Until Eternity Ends (1994)

### Демо
- Euthanasia (1989)
- Kur-Nu-Gi-A (1990)
- The Dead (1990)
- The Immortal Rehearsals (1990)
- Dead But Dreaming (1992)
- Darkday (Промодемо) (1993)
- Lost (1993)
- The Spectral Sorrows Demos (1993)
- Infernal Demos (1996)

### Сборники
- Evolution (сборник редких и не выпущенных ранее песен) (2000)
- When All is Said (Сборник «лучшее») (2006)